# Nassarina monilifera
Nassarina monilifera är en snäckart som först beskrevs av Sowerby 1844.  Nassarina monilifera ingår i släktet Nassarina och familjen Columbellidae. Inga underarter finns listade i Catalogue of Life.